# Let’s Do It (Let’s Fall in Love)
Let’s Do It (Let’s Fall in Love)  ist ein Popsong, den Cole Porter verfasste und 1928 veröffentlichte. Es war der erste große Hit des Songwriters.

## Hintergrund

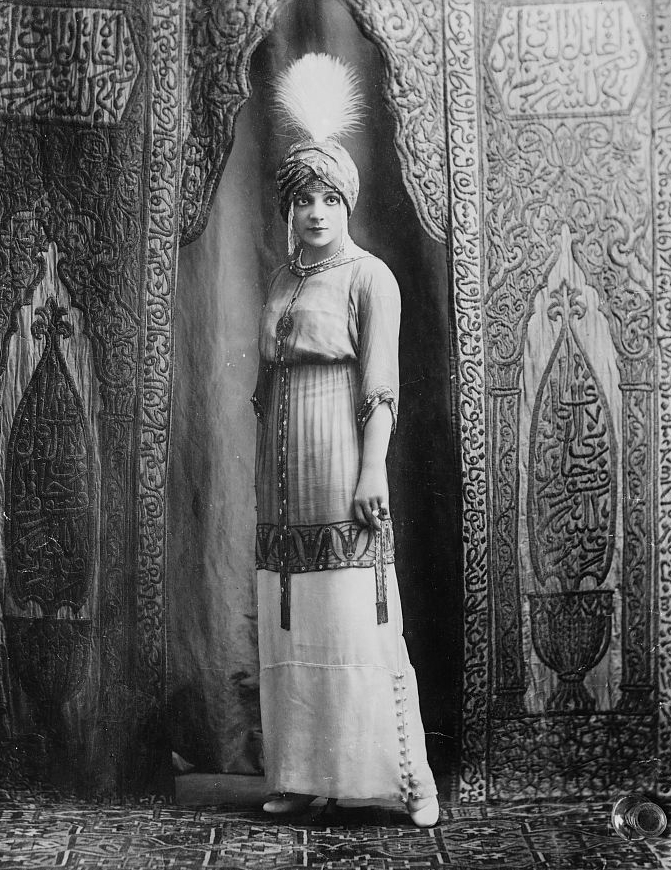
Irène Bordoni in den 1920er-Jahren. George Grantham Bain Collection (Library of Congress)

Cole Porter schrieb Let’s Do It für das Musiktheaterstück Paris, das am 8. Oktober 1928 am New Yorker Box Theatre Premiere hatte. Vorgestellt wurde der Song von Irène Bordoni (1895–1953), der Ehefrau des Produzenten E. Ray Goetz, und von Arthur Margetson. Im folgenden Jahr war der Song Bestandteil der Revue Wake Up and Dream, die am 27. März am Londoner Pavilion Theatre Premiere hatte. Let’s Do It und Two Little Babies in the wood waren die beiden erfolgreichsten Songs des Stücks.
Der in B-Dur in der Form AA’BA’’ geschriebene, Moderately, with a light swing feel zu spielende Popsong wurde in den Vereinigten Staaten vor allem durch die Plattenaufnahme des Paul Whiteman Orchesters populär und erlebte 1960 ein Comeback, als ihn Frank Sinatra und Shirley MacLaine in der Musical-Verfilmung Can-Can interpretierten.
Dessen erste Strophe lautet: Birds do it, bees do it. Even educated fleas do it. Let’s do it, Let’s fall in love. „Porters Let’s Do It bezieht seine Komik aus der zeitlichen Differenz, aus der kleinen Schrecksekunde, die vergeht, bevor sich die obszöne, aber gebräuchliche Bedeutung von do it (do it steht für have sex) zum harmloseren, aber ungebräuchlicheren Sich-Verlieben“ verschiebt.

## Erste Aufnahmen und spätere Coverversionen
Zu den Musikern, die den Song ab 1928 coverten, gehörten  Irving Aaronson (Victor, mit Phil Saxe und Jack Armstrong, Gesang), The Georgians, (Harmony), das Dorsey Brothers Orchestra (OKeh, mit Bing Crosby, Gesang), in Paris Ray Ventura (Odeon), in Brüssels Charles „Chas“ Remue.
Der Diskograf Tom Lord listet im Bereich des Jazz insgesamt 162 (Stand 2015) Coverversionen, u. a. von Arthur Young, Bunny Berigan, Lee Wiley, Tony Pastor, Billie Holiday/Eddie Heywood (1941), Benny Goodman, Ida James, Big Jay McNeely, Oscar Peterson, Bud Freeman, Eddie Costa/Vinnie Burke, Ella Fitzgerald, Dinah Washington, Tal Farlow, Eartha Kitt, Louis Armstrong, Pearl Bailey, Ruby Braff, Stéphane Grappelli, Jimmy McCracklin, Bernard Peiffer. Nach dem Erfolg des Can-Can-Films (1960) coverten ihn auch Charlie Byrd, Rolf Kühn/Klaus Doldinger, Pia Beck, Maynard Ferguson, Diana Ross, in späteren Jahren auch Teddi King/Ellis Larkins, Cybill Shepherd, Milt Buckner, Tony Bennett, Ove Lind, Roy Ayers, Doc Cheatham, Mary Cleere Haran und Lady Gaga.
Let’s Do It fand auch Verwendung in mehreren Spielfilmen; Jane Wyman sang ihn in der Cole-Porter-Filmbiografie Night and Day (1946). Alanis Morissette sang Let's Do It im Soundtrack des Cole-Porter-Filmmusicals De-Lovely (2004) Auch in dem Woody-Allen-Film Midnight in Paris (2011) wurde der Song vorgetragen. Gecovert wurde der Song ferner von Noël Coward (der in seiner Textvariante The Belgians and greeks do it / Nice young men who sell antiques do it auf seine Homosexualität anspielte) und Tommy Bruce.